# استیون لیزبرگر
استیون لیزبرگر (انگلیسی: Steven Lisberger؛ زادهٔ ۲۴ آوریل ۱۹۵۱) یک کارگردان فیلم، تهیه‌کننده فیلم و فیلم‌نامه‌نویس اهل ایالات متحده آمریکا است.
از فیلم‌ها یا برنامه‌های تلویزیونی که وی در آن نقش داشته‌است، می‌توان به جریان پس‌رو،  ترون و ترون: میراث اشاره کرد.